# Ezio Pascutti
Ezio Pascutti (Mortegliano, 1 de junho de 1937 – Bolonha, 4 de janeiro de 2017) foi um futebolista italiano, que atuava como atacante.
Conhecido como um jogador veloz e habilidoso defendeu só um time em sua carreira, o Bologna Football Club 1909. Jogou 296 partidas e marcou 130 gols pelo Bologna de 1955-1969.

## Seleção nacional
Ezio atuou na Copa do Mundo FIFA de 1962 e na Copa do Mundo FIFA de 1966 pela Itália. Pela camisa Azurra foram 17 jogos e 8 gols marcados.